# Blondin (teleferica)

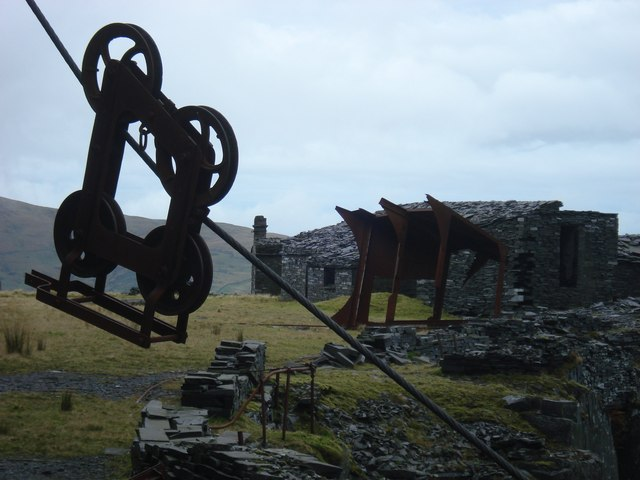
Un blondin alla cava di Dinorwic, presso Gwynedd

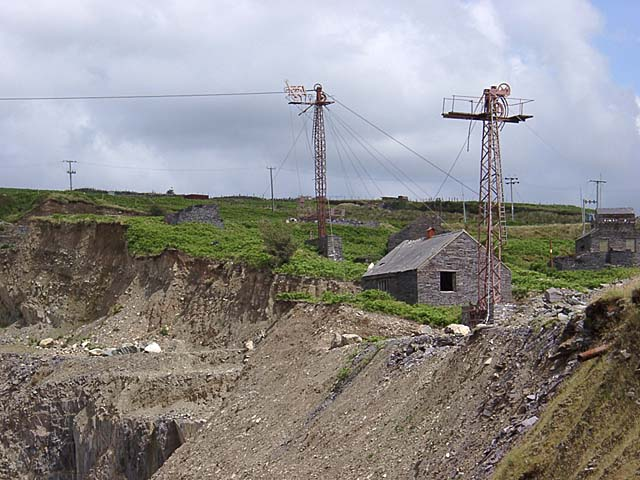
Torri per blondin alla cava Pen yr Orsedd

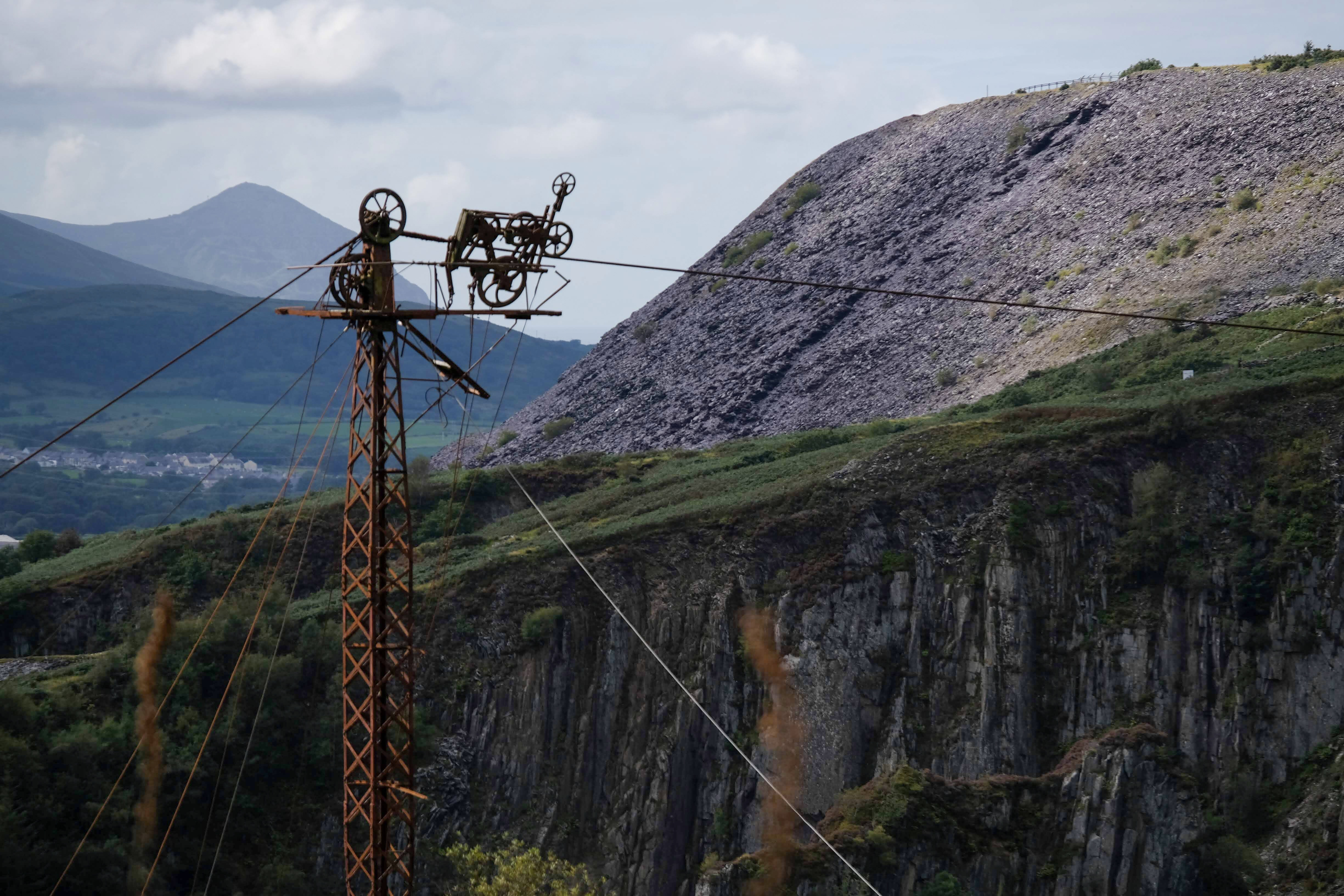
Una fotografia di un blondin alla cava Pen yr Orsedd.

I blondin (chiamati anche teleferica inclinata di Henderson) sono un tipo di teleferica per il trasporto di merci; traggono il nome dal famoso funambolo Charles Blondin.

## Descrizione
I blondin sono uno specifico tipo di funivia per trasporto di merci che prevede un meccanismo per sollevare e calare il carico in direzione verticale da una teleferica sospesa. Possono superare lunghe distanze e notevoli profondità; vengono impiegati nelle cave e per movimentazione di materiale. Sono azionati da argani meccanici o elettrici.

## Storia

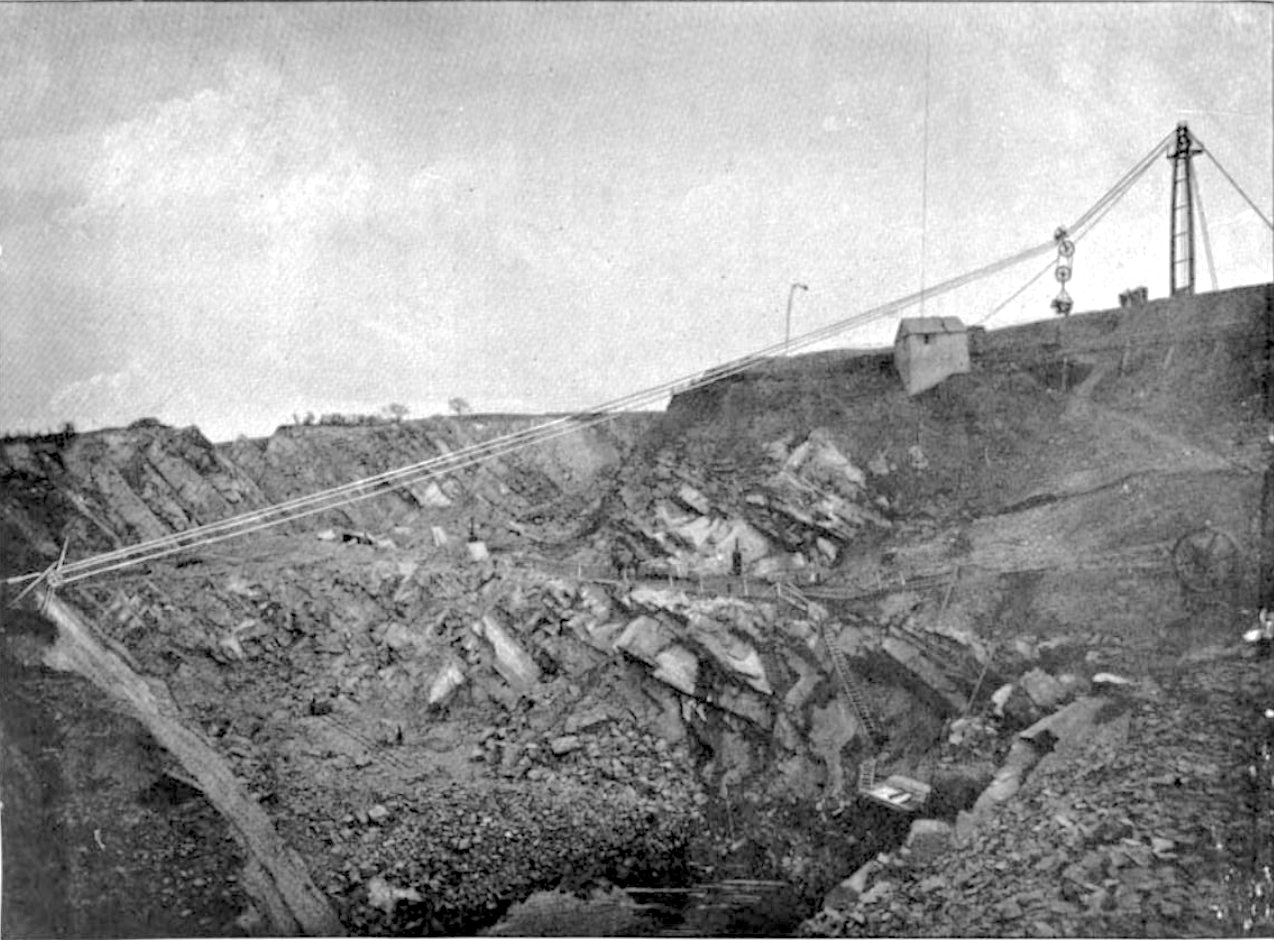
Un blondin alla cava di Stoney Stanton. La teleferica sorpassa una fossa profonda. A destra in alto un vagone è sospeso da una culla, pronto a essere calato sul fondo della cava.

I blondin furono introdotti da John Fyfe, un ingegnere minerario scozzese. Allestì il primo esemplare nel 1872 alla cava di granito di Kemnay presso Garioch. Nel 1896, John M. Henderson and Co. resero disponibile in commercio il primo sistema blondin, con travi d'acciaio anziché di ghisa. I primi due di questi blondin furono impiegati nelle cave di ardesia del Galles, esattamente alla cava di Pen-yr-Orsedd, nel 1899. Erano azionati da motori stazionari.